# Jeremy Bates
Michael Jeremy Bates (Solihull, Inglaterra, 19 de junio de 1962) es un exjugador de tenis británico que conquistó 1 título de sencillos y 3 de dobles en su carrera como profesional. Ha sido capitán del equipo británico de Copa Davis

## Finales de Grand Slam

### Finalista Dobles
| Año  | Torneo               | Pareja         | Oponentes en la final | Resultado   |
| 1988 | Abierto de Australia | Peter Lundgren | Rick Leach Jim Pugh   | 3-6 2-6 3-6 |

### Campeón Dobles Mixto
| Año  | Torneo               | Pareja   | Oponentes en la final       | Resultado   |
| 1987 | Wimbledon            | Jo Durie | Nicole Provis Darren Cahill | 7-6(10) 6-3 |
| 1991 | Abierto de Australia | Jo Durie | Robin White Scott Davis     | 2-6 6-4 6-4 |